# Хант (округ)
Округ Хант (англ. Hunt County) расположен в США, штате Техас. На 2000 год численность населения составляла 76 596 человек. По оценке бюро переписи населения США в 2009 году население округа составляло 82 831 человек. Окружным центром является город Гринвилл.

## История
Округ Хант был сформирован в 1846 году.

## География
По данными Бюро переписи населения США площадь округа Хант составляет 2178 км².

### Основные шоссе
- Федеральная автострада 30/Шоссе 67
- Шоссе 69
- Шоссе 380
- Автострада 11
- Автострада 24
- Автострада 34
- Автострада 50
- Автострада 66

### Соседние округа
- Фаннин  (север)
- Делта  (северо-восток)
- Хопкинс  (восток)
- Рейнс  (юго-восток)
- Ван-Зандт  (юг)
- Кофмен  (юг)
- Рокуолл  (юго-запад)
- Коллин  (запад)

## Демография
По данным переписи населения 2000 года в округе проживало 76 596 жителей. Среди них 25,0 % составляли дети до 18 лет, 13,5 % люди возрастом более 65 лет. 50,0 % населения составляли женщины.
Национальный состав был следующим: 88,1 % белых, 8,8 % афроамериканцев, 0,9 % представителей коренных народов, 0,7 % азиатов, 12,4 % латиноамериканцев. 1,5 % населения являлись представителями двух или более рас.
Средний доход на душу населения в округе составлял $17554. 14,4 % населения имело доход ниже прожиточного минимума. Средний доход на домохозяйство составлял $45396.
Также 76,9 % взрослого населения имело законченное среднее образование, а 16,8 % имело высшее образование.